# Liber Iudiciorum
Droit Romano-germain
Droit du haut Moyen Âge

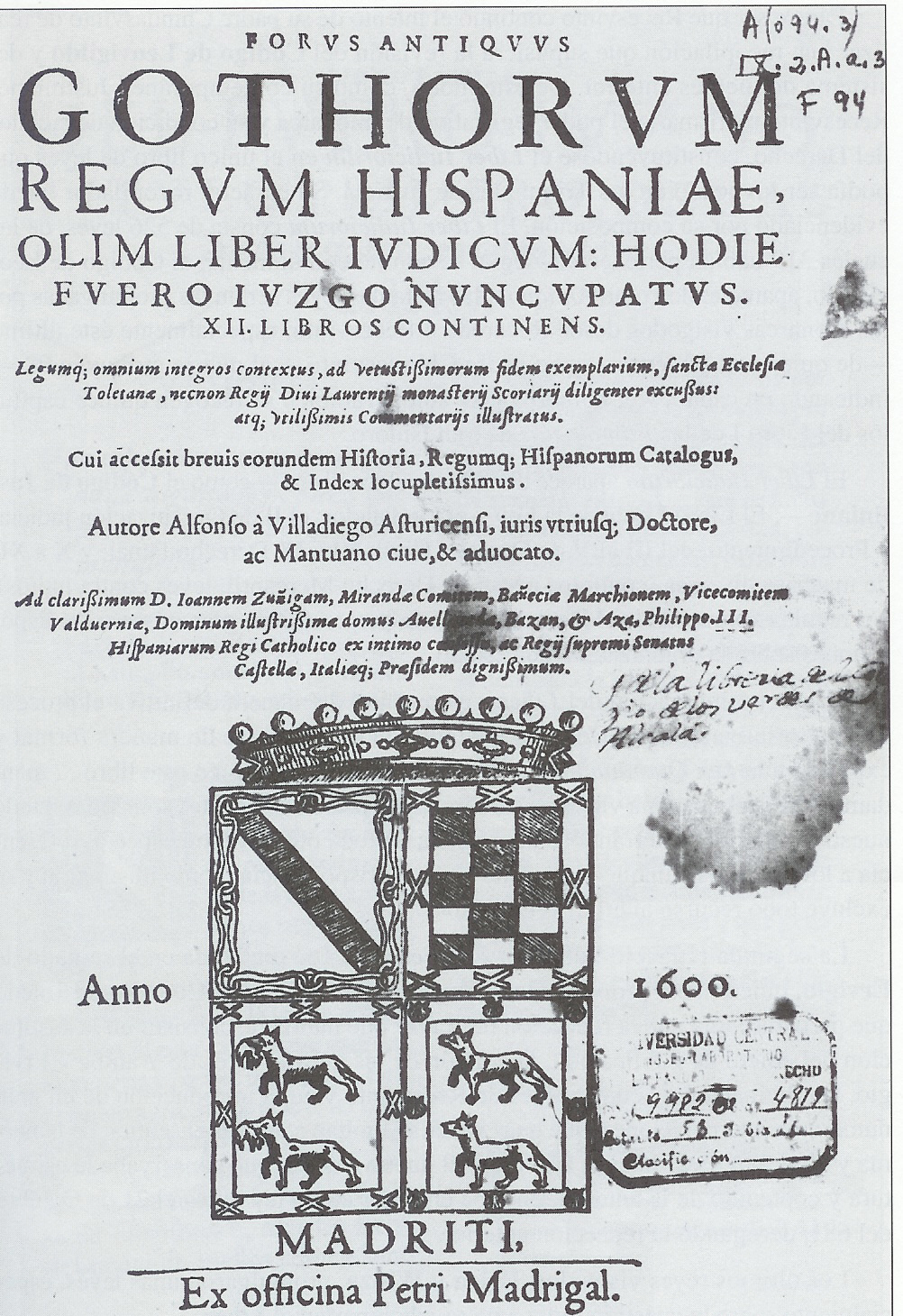
Couverture du Liber Iudiciorum. Édition de 1600.

Le Liber Iudiciorum, également appelé Lex Visigothorum ou Code de Recceswinth, est un corpus législatif du royaume wisigoth, élaboré sous le règne du roi Réceswinthe (653–672), probablement promulgué en 654. On le désigne également parfois sous les noms de Livre des Jugements, Liber Iudicum, Liber Gothorum, Fori Iudicum, Forum Iudicum (ou Forum Judicum) et Forum Iudiciorum. Le Laterculus regum Visigothorum, un catalogue des rois wisigoths avec leurs années de règne, lui est associé.

## Histoire

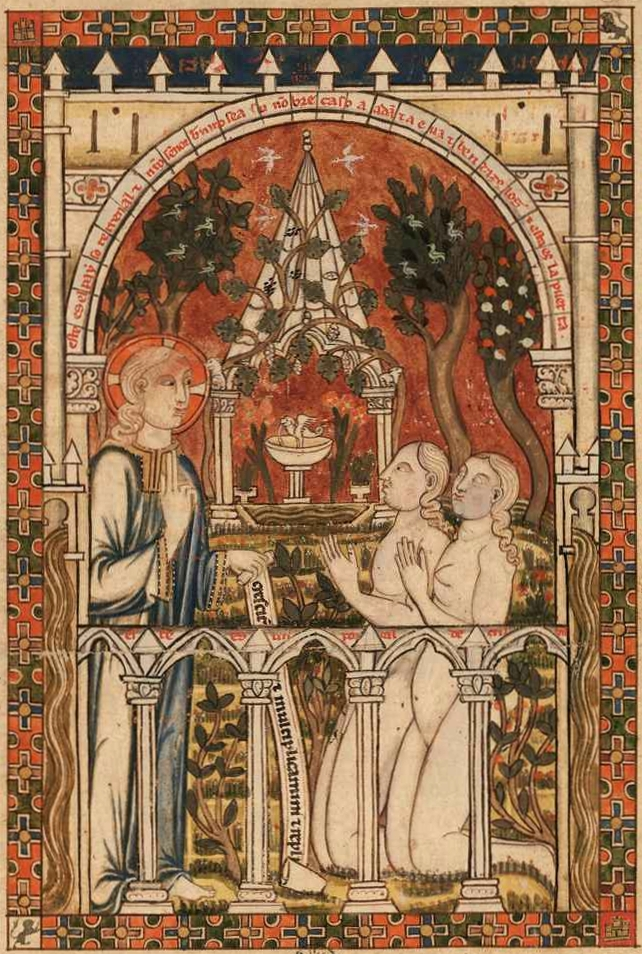
Illustration d'un Liber Iudiciorum de l'année publié en 1241

Le Liber Iudiciorum est un code en douze livres réalisé par le roi wisigoth Recceswinth à partir de 653.
Les lois puisent dans des sources variées : le Codex Euricianus, le Breviarium Alarici (ou Lex Romana Wisigothorum), les formulaires wisigothiques, les écrits d’Isidore (évêque de Séville d’environ 600 à 636), le second concile de Séville, les conciles de Tolède et des lois non référencées du roi Swinthila (ayant régné de 621 à 631). On peut aussi trouver des traces de la langue gothique et de traditions inventées, ainsi que des extraits de sources juridiques d’origine non-wisigothique tels le Corpus iuris civilis de Justinien et les lois des Burgondes.
Le Liber Iudiciorum  est promulgué par Recceswinth lors de son premier concile, le huitième concile de Tolède (Tolède VIII), en l’église de Saints-Pierre-et-Paul. Il est édité ou complété par les rois suivants, donnant naissance à trois versions wisigothiques distinctes : celle de Recceswinth (653), d’Ervige (681) et d’Égica (694), chaque roi ajoutant des lois et adaptant l’esprit du code en fonction de ses propres souhaits et du contexte historique.
Dans ce Liber, les lois concernant les Juifs (qui jusque-là obéissaient au codex de Rome) sont regroupées dans le livre 12 dont le titre est : « De la prévention de l'oppression par les officiels et de l'éradication des sectes hérétiques » et dans le titre 2 de ce livre intitulé « De l'éradication des erreurs des hérétiques et des Juifs ».
En 1241, le roi Ferdinand III de Castille ordonne sa traduction du latin au castillan pour devenir un for applicable à certaines zones du sud de la péninsule Ibérique, sous le nom de Fuero Juzgo.
Au XVIIIe siècle, Montesquieu dira à propos du Liber Iudiciorum : « les lois des Visigoths sont puériles, gauches, idiotes ; elles n'atteignent point le but ; pleines de rhétorique et vides de sens, frivoles dans le fond et gigantesques dans la forme. »
Le juriste espagnol Francisco Martínez Marina (en) (1754–1833) verra au contraire dans le code des Wisigoths « une œuvre insigne et très supérieure à son siècle, une méthode et une clarté admirables. Le style en est grave et correct, la plupart des lois respirent la prudence et la sagesse ; c'est un code de lois infiniment supérieur à tous ceux que possédaient à la même époque les autres nations occidentales. »
Selon le professeur Michael J. Kelly, le Liber Iudiciorum, « ce code réformé dans le royaume wisigothique du VIIe siècle, a pendant les siècles qui ont suivi sa réalisation servi fréquemment de fondement à des écrits juridiques et historiques ainsi qu’à la rhétorique nationaliste et à la ferveur religieuse, en Espagne et ailleurs »